# Francesc Virella i Cassañes
Francesc Virella i Cassañes o Cassanyes (Sitges, 1856 - Barcelona 27 de maig del 1893) va ser un crític musical català.

## Biografia
Fill de Pere Virella i Cassañes (+1889) i Maria Cassañes (+1894). I germà de Severià Virella i Cassanyes que va fer construir Can Severiano Virella de Sitges.
Estudià dret a Barcelona, i s'hi doctorà a Madrid, però es dedicà a la crítica musical, que exercí a la Ilustración Musical Hispano-Americana i als diaris La Vanguardia). i a La Publicitat. També investigà la història de la música a Catalunya i s'especialitzà en l'òpera. Publicà La ópera en Barcelona (1888), una obra insuperada en el seu camp fins a La ópera en los teatros de Barcelona (de Josep Subirà, 1946), que comprenia un catàleg molt complet de les òperes estrenades a Barcelona entre el 1788 i el 1888. Mentre confegia aquesta obra acabà de perdre la vista, en un procés que l'havia fet deixar l'advocacia (encara exercia el 1884 El 1890 era secretari de l'Ateneu Barcelonès; també va ser soci de la Sociedad Económica de Amigos del País. Pocs anys després, morí a la seva Barcelona natal.
De forma pòstuma, els seus amics recolliren i publicaren els seus articles més destacats en el volum Estudios de crítica musical (1893).

## Obres
- La ópera en Barcelona. Estudio histórico-crítico Barcelona : Establecimiento Tipográfico de Redondo y Xumetra, 1888 (reimpressió facsímil moderna: Nabu Press, 2010 EAN: 9781145802261)
- En defensa del Teatro Principal Barcelona: Redondo y Xumetra, 1892
- Estudios de crítica musical, colección de artículos escogidos Barcelona: Tip. "La Publicidad" de Ronsart y Cª, 1893
- Segons el Diccionari Biogràfic Albertí, també va ser autor d'una Tabla cronológica de las óperas estrenadas en Barcelona desde la edificiación de su Casa-teatro en 1788